# 구봉도
구봉도는 경기도 안산시 대부동에 있던 섬이었다. 지금은 염전 건설로 인해서 대부도와 하나가 되었다. 섬의 최고봉은 97m이며, 북쪽에는 '꼬깔이'라는 바위가 있는데 여기서 변도를 조망할 수 있다.

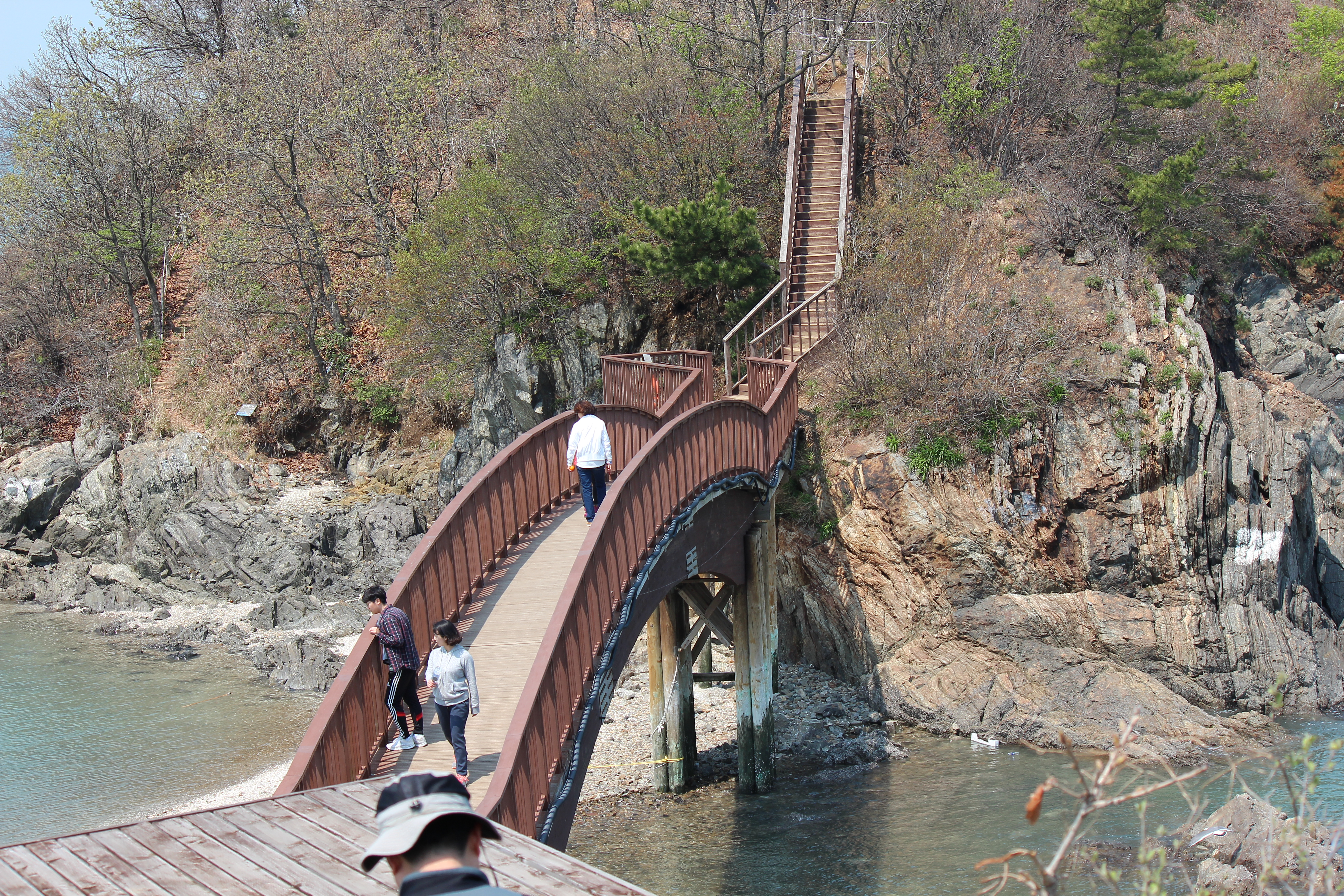
구봉도 허리아치교

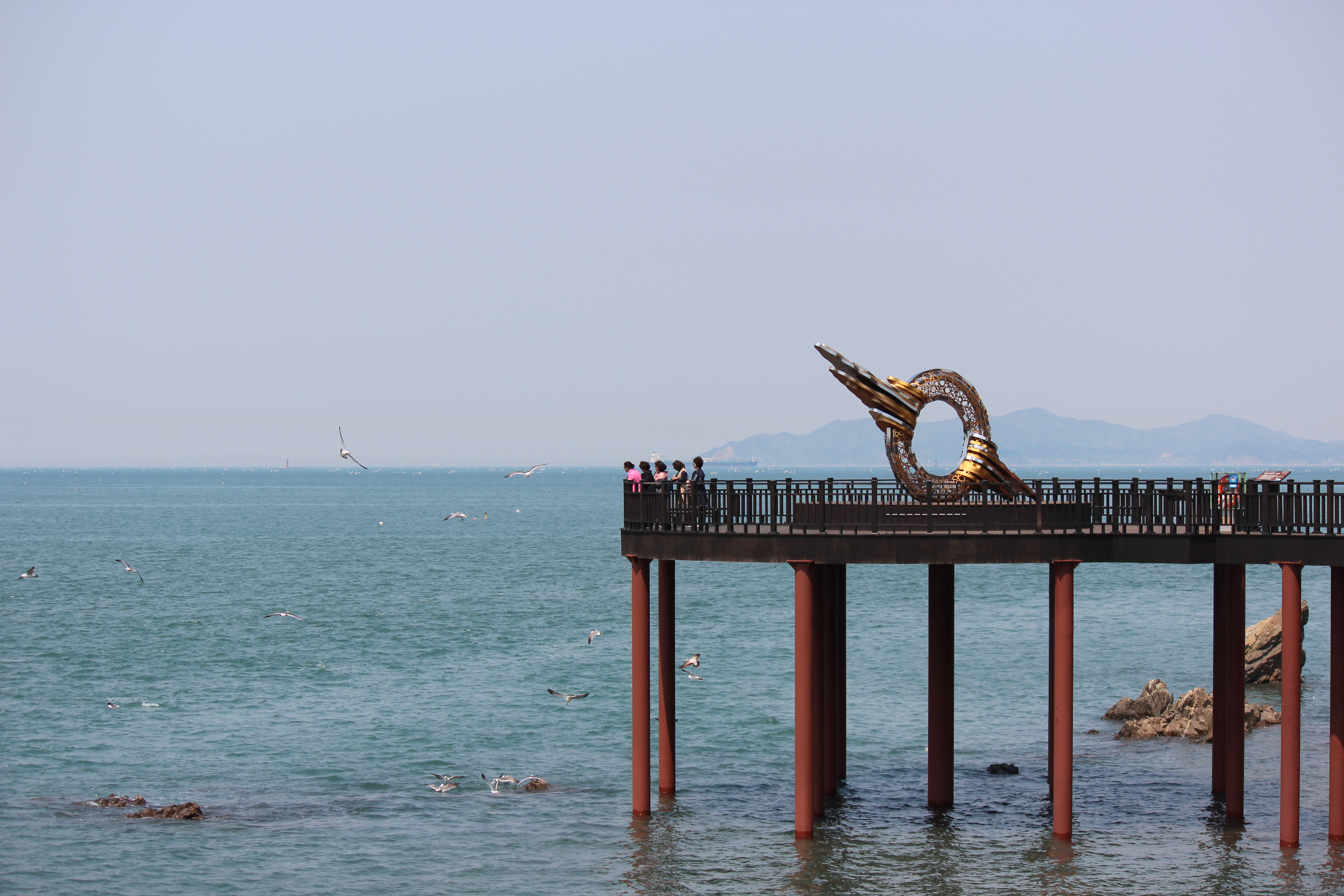
구봉도 낙조전망대

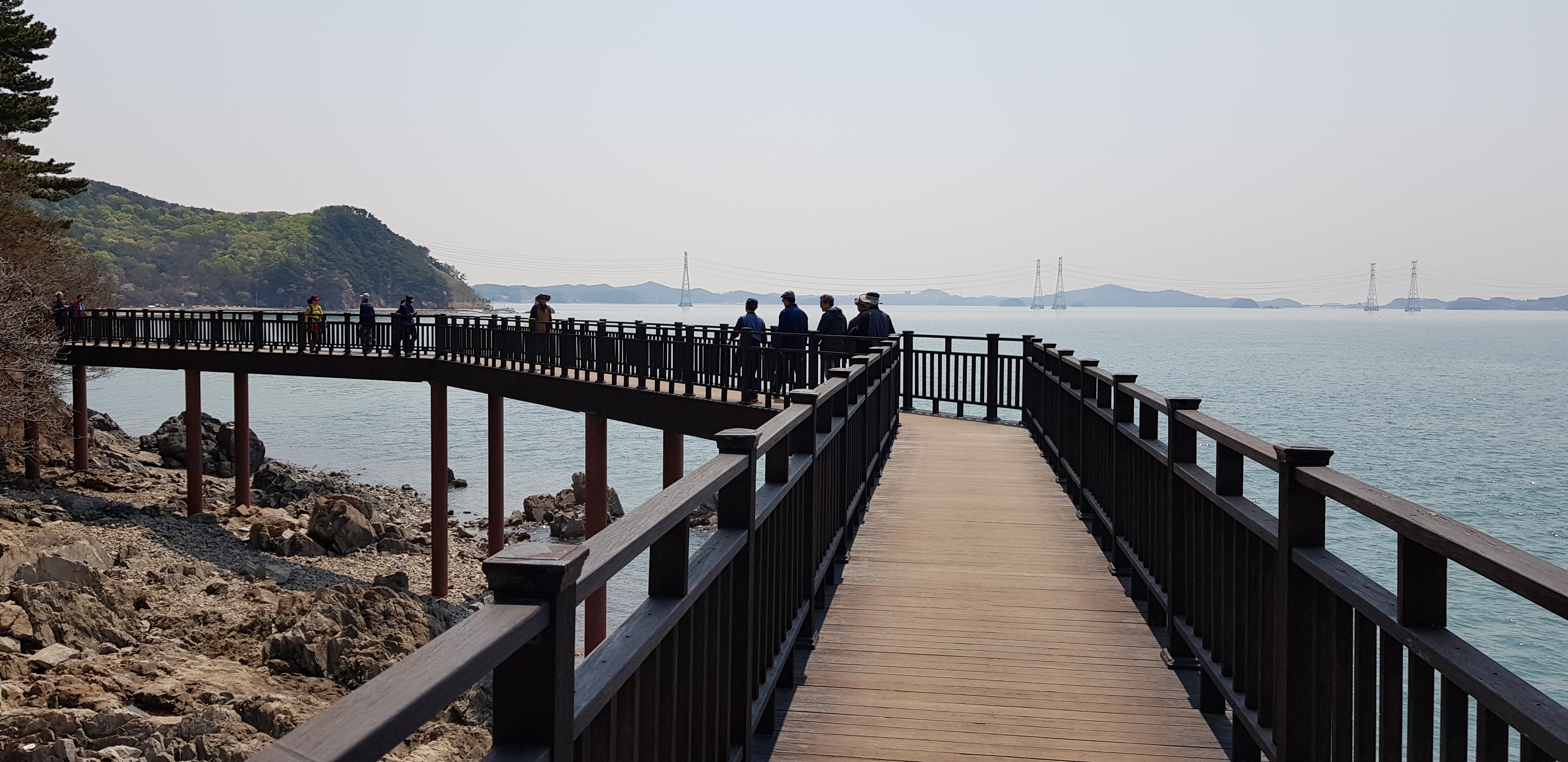
구봉도 해솔길

구봉도 허리아치교 모습

구봉도 허리아치교

구봉도 낙조전망대 길